# NGC 1200
NGC 1200 је елиптична галаксија у сазвежђу Еридан која се налази на NGC листи објеката дубоког неба.
Деклинација објекта је - 11° 59' 29" а ректасцензија 3h 3m 54,5s. Привидна величина (магнитуда) објекта NGC 1200 износи 12,5 а фотографска магнитуда 13,5. NGC 1200 је још познат и под ознакама MCG -2-8-43, PGC 11545.